# Bundesstraße 518
Die Bundesstraße 518 (Abkürzung: B 518) führt ausschließlich durch Baden-Württemberg und die Landkreise Lörrach und Waldshut.

## Verlauf
Die B 518 beginnt in Schopfheim (0,0 km), die dort eine Verbindung zur B 317 hat. Nach Osten stadtauswärts erreicht die kurvenreiche Straße nach 2,5 Kilometer die Eichener Höhe (481 m), die gleichzeitig den höchsten Punkt der Bundesstraße markiert. Nach rund 4 Kilometer vollzieht die B 518 einen Richtungswechsel von Ost nach Süd und erreicht nach 6,8 Kilometer die Stadt Wehr und nach 12,1 Kilometern Wehr-Brennet, wo sie auf die  B 34 trifft. An ihrem Endpunkt in Bad Säckingen gelangt man an die deutsch-schweizerische Grenze und überquert über die Fridolinsbrücke den Rhein in Richtung Schweiz.

## Geschichte
Die Bundesstraße 518 wurde Mitte/Ende der 1970er Jahre eingerichtet, um das Netz der Bundesstraßen zu verbessern.